# Músculo platisma
El músculo platisma (del griego πλάτυσμα, literalmente lámina plana), llamado también músculo cutáneo del cuello, se encuentra en la región anterolateral del cuello, debajo de la piel y por encima del músculo esternocleidomastoideo. Se trata de una ancha lámina muscular cuadrilátera y muy delgada, que se extiende desde la parte superior del tórax hasta el borde inferior de la mandíbula, y se halla inmerso en el tejido celular subcutáneo del cuello (fascia cervical superficial).

## Origen
Al igual que otros músculos faciales y del cuero cabelludo, el platisma tiene su origen a partir de una lámina muscular continua originada en el mesénquima del segundo arco faríngeo del embrión, el que está inervado por ramos del nervio facial (NC VII).

## Inserciones
Su inserción distal se realiza en el tejido celular subcutáneo de las regiones infraclavicular y acromial, por medio de fascículos muy delgados y más o menos separados unos de otros.
Estos fascículos se dirigen en seguida hacia arriba y hacia adentro, atravesando oblicuamente la región del cuello para llegar al borde inferior de la mandíbula —inserción proximal—, donde terminan del siguiente modo:
- Los fascículos mediales se entrecruzan comúnmente en la línea media, por debajo de la barba, con los del lado opuesto y van a insertarse en la cara profunda de la piel de la región mentoniana.
- Los fascículos medios se insertan en el tercio interno de la línea oblicua mandibular, entrecruzándose en este punto con los fascículos de origen del triangular de los labios
- Los fascículos laterales se confunden en gran parte con el triangular, pero especialmente con el cuadrado de la barba; algunos de ellos llegan hasta la piel de la comisura labial.

## Relaciones
El músculo cutáneo se encuentra comprendido en un desdoblamiento de la fascia cervical superficial. 
- Su cara superficial se corresponde con la piel, a la que se adhiere por debajo de una manera íntima y de la que se halla separada por arriba por una capa más o menos gruesa de grasa.
- Su cara profunda descansa sobre la fascia (hoja superficial) de la fascia cervical profunda. Además de esta hoja, cubre sucesivamente yendo de abajo hacia arriba el pectoral mayor y el deltoides, la clavícula, el esternocleidomastoideo, el omohioieo, el vientre anterior del digástrico, el milohioideo, la vena yugular externa y las ramas del plexo cervical superficial. En la región facial cruzan, finalmente, la mandíbula y el masetero.
- El borde posterior o lateral del cutáneo, oblicuamente dirigido abajo y atrás está en relación, por arriba con el risorio, que sigue la misma dirección.
- Su borde anterior o medial está separado del borde similar del lado opuesto por un ancho espacio triangular cuya base corresponde al tórax y cuyo vértice, formado por el entrecruzamiento recíproco de los haces mediales, está situado, comúnmente, un poco por debajo de la sínfisis mentoniana.

## Vascularización
Recibe pequeñas ramas de las arterias submentoniana y escapular superior.

## Inervación
El platisma, desde el punto de vista de la motilidad, está inervado exclusivamente por el nervio facial (NC VII) y recibe sus filetes nerviosos de la rama cervicofacial de este último. Las ramas nerviosas del plexo cervical superficial que atraviesan el cutáneo no son más que filetes sensitivos destinados principalmente a los tegumentos.

## Acción
El platisma es la reproducción muy poco marcada, en el ser humano, del panículo carnoso de algunos mamíferos —el caballo, por ejemplo—, vasta capa muscular que envuelve a modo de manto la nuca, la mayor parte del cuello y casi todo el tronco. Es un órgano profundamente atrofiado y cuyo papel fisiológico resulta notablemente reducido.
Su acción depende del punto a considerar:
- Desde su inserción superior, este músculo tensa la piel y produce la aparición de pliegues cutáneos verticales —más notorios en las personas delgadas—. Esta acción libera la presión sobre las venas superficiales.
- Desde su inserción inferior, el platisma participa en el descenso de la mandíbula y en la movilización de las comisuras labiales en dirección inferior, como en los gestos. Es un músculo que se usa para expresar tensión o estrés.[2]

## Variaciones
Existe mucha variación con respecto a la integridad —continuidad— de este músculo, ya que con frecuencia se presenta como una serie de fascículos musculares aislados.